# 디버르주

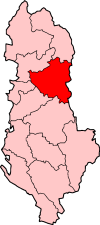
디버르 주의 위치

디버르주(알바니아어: Qarku i Dibrës)는 알바니아 북동부에 위치한 주로 주도는 페슈코피이며 면적은 2,507km2, 인구는 191,035명(2001년 기준)이다. 동쪽으로는 마케도니아 공화국과 국경을 접하고 있고 북쪽으로는 쿠커스 주, 남쪽으로는 엘바산 주, 남서쪽으로는 티라나 주, 서쪽으로는 두러스 주, 북서쪽으로는 레저 주와 접한다. 3개 현(불치저 현, 디버르현, 마트 현)을 관할한다. 알바니아의 민족 영웅인 스칸데르베그가 태어난 곳으로 알려져 있다.

## 인구
| 연도  | 인구    | ±%     |
| ----- | ------- | ------ |
| 1950  | 95,247  | —      |
| 1960  | 116,290 | +22.1% |
| 1969  | 146,138 | +25.7% |
| 1979  | 185,938 | +27.2% |
| 1989  | 226,324 | +21.7% |
| 2001  | 189,854 | −16.1% |
| 2011  | 137,047 | −27.8% |
| 2023  | 107,178 | −21.8% |
| 출처: |         |        |

## 같이 보기
- 알바니아의 행정 구역